# Обшорон (Лахш)
Обшорон (тадж. Обшорон, до марта 2022 г. — Сугат) — село в сельском джамоате Сурхоб Лахшского района. Расстояние от села до центра района (пгт Вахдат) — 20 км, до центра джамоата (село Дуагба) — 9 км. Население — 663 человек (2017 г.), таджики. Население в основном занято сельским хозяйством.

## Этимология
Нынешнее название обшорон с таджикского означает водопады.